# Fall Lisa
Der Fall Lisa ist ein aus einem Vermisstenfall vom Januar 2016 in russischsprachigen Bevölkerungsgruppen in Deutschland entstandenes Politikum im Kontext zur Flüchtlingskrise in Deutschland 2015/2016, das zu intensiver Berichterstattung und Verbreitung von Fake News, vor allem in den russischen Medien, und zu diplomatischen Spannungen zwischen Deutschland und Russland führte.

## Sachverhalt und Ermittlungen
Die damals 13-jährige Lisa F. aus Berlin-Marzahn verschwand am 11. Januar 2016 auf dem Weg zur Schule, die deutsch-russischen Eltern meldeten sie als vermisst. Am Folgetag tauchte sie wieder auf und berichtete zunächst, dass sie von drei Unbekannten verschleppt, in einer Wohnung festgehalten und vergewaltigt worden sei. Bei den angeblichen Entführern handle es sich um „Südländer“. Bei weiteren Vernehmungen rückte sie von ihrer ersten Version ab und sagte, sie sei freiwillig mit den Männern mitgegangen. Insgesamt schilderte Lisa F. vier verschiedene Versionen zu ihrem Verschwinden. Anhand der Mobilfunkdaten rekonstruierte die Polizei, dass Lisa in der fraglichen Nacht bei einem Freund war.
Laut Staatsanwaltschaft traute sie sich wegen Schulproblemen nicht nach Hause. Nach rechtsmedizinischen Untersuchungen fand man keine Vergewaltigungsspuren. Laut Anwalt der Familie wies sie Hämatome auf und wurde „psychologisch betreut“.
Während sich die vermeintliche Vergewaltigung vom Januar 2016 als Falschbehauptung herausgestellt hatte, erwies sich im Zuge der Ermittlungen aber auch, dass unabhängig davon zwei Männer im Alter von 20 und 23 Jahren im Oktober 2015 sexuelle Kontakte zu dem Mädchen unterhalten hatten. Diese einvernehmlichen Kontakte waren strafbar, da Lisa zu jenem Zeitpunkt noch keine 14 Jahre alt (Schutzalter) gewesen war. Gegen einen dieser Tatverdächtigen wurde im Februar 2017 wegen schweren sexuellen Missbrauchs von Kindern und Herstellung kinderpornografischer Schriften Anklage erhoben. Dieser wusste von der Minderjährigkeit des Mädchens und hatte Handy-Videos des Akts verbreitet.
Im Juni 2017 wurde er zu einer Bewährungsstrafe von einem Jahr und neun Monaten verurteilt. Die Staatsanwaltschaft hatte zwei Jahre gefordert, die Verteidigung auf eine Bewährungsstrafe bis zu anderthalb Jahren plädiert. Beide Seiten verzichteten nach dem Urteil auf eine Berufung.

## Reaktionen
Die Behörden, insbesondere die Polizei Berlin, standen wegen ihrer Öffentlichkeitsarbeit im In- und Ausland unter Kritik; unter anderem wurde ihnen eine „Salami-Taktik“ vorgeworfen. Der Polizeisprecher sagte Ende Januar 2016: „In dem Fall konnten wir praktisch alles, was wir wussten, nicht kommunizieren, weil es die Persönlichkeitsrechte des Kindes massiv verletzt hätte“, dies habe „unheimlich viel Raum für Interpretation“ eröffnet.
Als der Polizeireporter der Berliner Zeitung dann das polizeiliche Ermittlungsergebnis verbreitete, der sexuelle Kontakt habe einvernehmlich stattgefunden, wurde der Journalist in sozialen Medien bedroht, woraufhin sein Arbeitgeber erstmals mit Strafanzeigen auf die Hasskommentare im Netz reagierte.

### Berichterstattung von russischen Staatsmedien
Über den Fall berichteten auch russische Medien, die auf Basis von Erzählungen der Tante des Mädchens unkritisch behaupteten, dass angeblich Flüchtlinge Täter der mutmaßlichen Verschleppung seien und die deutschen Ermittlungsbehörden die Tat dementierten und nicht verfolgten. Es stellte sich heraus, dass ein russischer Journalist des russischen halbstaatlichen Fernsehsenders Perwy kanal die Falschdarstellung des Falls als Vergewaltigung in die breitere Öffentlichkeit gebracht hatte. Gegen ihn wurde von der Staatsanwaltschaft Berlin Ende Januar 2016 ein Verfahren wegen Volksverhetzung eingeleitet, das Anfang März 2016 mangels hinreichenden Tatverdachts eingestellt wurde. Ein Konstanzer Rechtsanwalt hatte ihm eine verfälschte Berichterstattung über die Situation in Deutschland und Anstachelung Deutscher russischer Herkunft zum Hass gegen Asylbewerber vorgeworfen. Der Rechtsanwalt, der die Anzeige stellte, stand zeitweilig wegen erhaltener Morddrohungen unter Polizeischutz.
Die Berichterstattung über den Fall wird auch in einer Reihe von Fake News gesehen. Andre Wolf, Sprecher von Mimikama, sieht diesbezüglich, dass auch russische Staatsmedien eine Redaktionslinie haben, die bei Medien „nichts Ungewöhnliches“ seien. Der Unterschied liege „jedoch immer in der Ausprägung und der Radikalität einer solchen Linie.“ Der Fall Lisa zeige „hier die Tendenzen der Berichterstattung, von der letztendlich kein Millimeter abgewichen wurde. Gleichzeitig wurde auch der (falsche) Vergewaltigungsvorwurf durch die Medien weiter aufrechterhalten.“ Dieses sei „natürlich insofern gefährlich, wenn sich Menschen auf den Inhalt dieser Medien verlassen und sich somit radikalisieren lassen.“ Nachdem die angebliche Vergewaltigung als Lüge entlarvt worden war, identifizierte der russische Staatssender RT diese Richtigstellung der Fakten als „antirussische Propaganda“.

### Demonstrationen, politische Instrumentalisierung und diplomatische Verwicklungen
Eine erste Darstellung der Ereignisse von Lisa F. wurde auch von einer Cousine auf einer Demonstration der NPD wiederholt. Auch der Berliner Ableger der Pegida (Bärgida) rief zu einer Demonstration auf. Ebenso kam es zu einem Übergriff auf ein Asylbewerberheim in Berlin-Marzahn. Später distanzierten sich Eltern sowie Angehörige der Familie und äußerten sich, dass sie sich durch russische Medien und die russische Botschaft sowie „Offizielle“ instrumentalisiert sahen und laut dem russlanddeutschen Verein Vision „Spielball einer politischen Auseinandersetzung“ wurden.
Am 18. Januar 2016 wurde in Berlin-Marzahn eine nicht angemeldete Demonstration von etwa 250 Personen von der Polizei aufgelöst. Am 23. Januar 2016 kam es zu einer Demonstration von rund 700 Deutschrussen vor dem Berliner Kanzleramt. Zu weiteren Demonstrationen kam es in einigen Städten Bayerns und Baden-Württembergs. Zur Demonstration aufgerufen hatte der zuvor nicht in Erscheinung getretene und nach eigenen Worten „nationalkonservativ“, von Beobachtern als rechtsextrem verortete „Internationale Konvent der Russlanddeutschen“. Gründer und Vorsitzender ist Heinrich Groth, der von Medien als „putintreu“ und „stramm rechts“ bezeichnet und etwa im rechtspopulistischen Compact zitiert wird. Seiner Organisation fehle jedoch nach Eigenaussagen die Basis. Die Landsmannschaft der Deutschen aus Russland, die dem Bund der Vertriebenen angehört, verurteilte die Demonstrationen. Ihr Vorsitzender Waldemar Eisenbraun warnte vor der Gefahr, dass russischsprachige Spätaussiedler aus den Nachfolgestaaten der vormaligen Sowjetunion zunehmend unter den Generalverdacht geraten, als „rechtsorientiert“ oder „fremdgesteuert“ zu gelten.
Am 26. Januar 2016 kam der russische Außenminister Sergei Lawrow auf den Fall des Mädchens zu sprechen und warf den deutschen Behörden Vertuschung vor. Das Vorkommnis wurde durch Äußerungen des russischen Außenministers zu einem Streitpunkt in den deutsch-russischen Beziehungen. Er beschuldigte die deutschen Behörden der Vertuschung einer Vergewaltigung, was eine scharfe Reaktion aus Deutschland nach sich zog.
Der Historiker und damalige Direktor der Gedenkstätte Berlin-Hohenschönhausen Hubertus Knabe forderte in der Welt das Bundesamt für Verfassungsschutz auf, russische Einflussversuche in Deutschland besser zu überwachen. Ihn erinnern die „gut organisierten Proteste gegen die frei erfundene Vergewaltigung eines 13-jährigen Mädchens“ an die Desinformationskampagnen der Stasi. Es sei kein „Zufall, dass Hunderte von Russlanddeutschen in mehreren deutschen Städten mit gleich aussehenden Plakaten auf die Straße“ gegangen seien.
Bingener und Wehner zeigen mit dem Fall auf, wie „Russland mit Desinformationen in die Innenpolitik eines anderen Landes eingreift“. Sie betonen, dass nur wenige der 2,5 Millionen Russlanddeutschen an den Demonstrationen teilgenommen haben. Das Kanzleramt fragte mit Verwunderung die Botschaft Russlands, warum sie immer noch Außenminister Lawrows Behauptung verbreitete, es werde etwas verheimlicht. Die damalige Kanzlerin Angela Merkel sprach Putin auf die falschen Behauptungen an, welcher erwiderte, den Fall nicht zu kennen.